# Зутермайстер, Генрих
Генрих Зутермайстер (нем. Heinrich Sutermeister; 12 августа 1910, Фойертален — 16 марта 1995, Во-сюр-Морж) — швейцарский композитор.

## Биография
Изучал филологию в университетах Базеля и Парижа. В 1932—1934 гг. учился в Государственной академии музыки (Мюнхен) у В. Курвуазье (гармония и контрапункт), Г. Рёра (дирижирование), Г. Пфицнера, К. Орфа. В 1934—1935 гг. работал пианистом-репетитором в Муниципальном театре в Берне.
C 1942 г. жил в Во-сюр-Морж.
В 1958—1980 гг. был президентом швейцарской Ассоциации авторских прав «Mechanlizenz». В 1963—1975 гг. — профессор композиции Высшей музыкальной школы Ганновера.

### Семья
Дед — Отто Зутермайстер (1832—1901), фольклорист, профессор Бернского университета.
Брат — Ханс Мартин (1907—1977), врач и писатель.
Жена (с 1948) — Верена-Мария Ренкер (нем. Verena-Maria Renker).

## Творчество
Стремился к доходчивости музыкального языка, в чём видят причину некоторой поверхностности его оперной музыки. Отмечаются мастерски созданные музыкально-сценические образы, красочность инструментовки и сценичная эффектность. Использовал приёмы остинатного развития, речевую декламацию (вплоть до интонаций крика). Ряд опер написал на собственные либретто.
Опера «Ромео и Джульетта», принесшая ему мировую известность, считается одной из самых популярных современных западноевропейских опер (наряду с «Кавалером роз» Р. Штрауса).

### Избранные произведения
оперы
- «Чёрный паук» (1936; 2-я ред. 1949)
- «Ромео и Джульетта[нем.]» (по трагедии У. Шекспира; постановка 1940, Дрезден) (также либреттист)
- «Волшебный остров» (нем. Die Zauberinsel, по пьесе Шекспира «Буря»; 1942)
- «Ниоба» (1946) опера-монодрама
- «Раскольников» (по роману Ф. Достоевского; постановка И. С. Добровейна[8], 1948, Стокгольм)
- «Красный сапог» (нем. Der rote Stiefel; по сказке В. Гауфа, 1951)
- «Рыжий Титус» (нем. Titus Feuerfuchs; 1958) бурлеска (также либреттист)
- «Серафина, или Немая аптекарша» (нем. Seraphine oder Die stumme Apothekarin; по Ф. Рабле, 1960) опера-буфф
- «Кентервильский призрак» (1962)

балет
- «Деревня под ледником» (нем. Das Dorf unter dem Gletscher; 1937, Карлсруэ)

для оркестра
- «Фантастический марш» (фр. Marche fantasque; 1950)
- Дивертисмент для струнного оркестра (1937)

концерты
- три концерта для фортепиано с оркестром (1943, 1953, 1962)
- концерт для виолончели с оркестром (1955)

для солистов, хора и оркестра
- кантата «Андреас Гриффиус» (1938)
- Месса-реквием (1952)
- Песнь песней (нем. Hohelied; 1961).

музыка кино
- 1955 Людвиг II: Блеск и падение короля (нем. Ludwig II: Glanz und Ende eines Königs; реж. Хельмут Койтнер)
- 1958 Человек, который не может сказать «нет» (нем. Der Mann, der nicht nein sagen konnte; реж. Курт Фрю[нем.])
- 1960 De zwarte spin (ТВ, Бельгия)
- 1961 Серафина (Serafina; ТВ, Югославия; также сценарист)
- 1964 Кентервильское привидение (нем. Das Gespenst von Canterville; ТВ, ФРГ; также сценарист)
- 1971 Чёрт из бутылки (нем. Der Flaschenteufel; ТВ, Швейцария)

### Цитата
Желание сделать мир звуков соответствующим нашему современному ощущению должно оставаться сугубо личным. Но здесь также нужно музыкальным образом согревать и просвещать человека. И сегодня мы наделяем композиторов огромной властью, которая должна находиться в верных руках и которой надлежит мудро владеть и пользоваться. Если бы мы осознавали эту ответственность, мы пытались бы властью звуков ослаблять и устранять агрессию близоруких позиций власти и партий, которые пагубно владеют современной картиной мира.
Оригинальный текст (нем.)Wie wir die Welt der Töne unserem Gegenwartsempfinden dienstlich machen wollen, das soll unser persönlichstes Anliegen bleiben. Aber auch hier gilt es, das Bildnis des Menschen musikalisch zu erwärmen und zu durchleuchten. Noch heute verfügen wir Komponisten über eine ungeheure Macht, die wir, zu getreuen Händen übernommen, beherrscht und weise auszuüben haben. Seien wir uns doch dieser Verantwortung bewusst und versuchen wir, die Verkrampfung in kurzsichtigen Machtpositionen und Gruppenbildungen, die das gegenwärtige Weltbid unheilvoll beherrschen, mit der Macht der Töne zu lockern und zu lösen.
— Генрих Зутермайстер

## Награды и признание
- Оперная премия Зальцбурга (1965)
- Премия Швейцарской ассоциации композиторов (1967).
- Член-корреспондент Баварской академии искусств (1977)[6].